# パークタウン五領
パークタウン五領（パークタウンごりょう）は、埼玉県東松山市五領町にある住宅団地である。

## 概要
東松山東部地区区画整理事業の一環として、1983年に住宅都市整備公団（現：都市再生機構）により開発された。分譲開始当初、一戸建てを中心とした分譲が行われたが、地盤沈下の問題が発生して分譲は一旦中止されることになった。公団による調査などが行われ、最終的に被害の大きかった家は公団が買取することになることがマスコミでも報道されるなどされた。また周辺の公団開発地区（高坂ニュータウンなど）に移転も案内された。
その後、1987年頃には地盤沈下が止まったことから一旦住宅の販売を再開、その後分譲マンションを中心にした街造りが行われ開発は終了し、現在は人口2,705人、957世帯（2008年4月現在）の街となっている。

## 沿革
- 1983年 - 分譲開始
- 1990年 - 分譲完了

## 区域
- 埼玉県東松山市五領町（全域）

## 交通
鉄道
- 東武東上線・東松山駅から約2km

路線バス
- 川越観光バス
  - 東松山駅より［HM-21］パークタウン五領行き終点下車

## 施設
パークタウン五領はタウン内に商業施設が存在しないが、国道407号東松山バイパスが隣接しており、ロードサイド店舗が多く立地している。